# Пам’ятний знак на честь 200-річчя Кривого Рогу

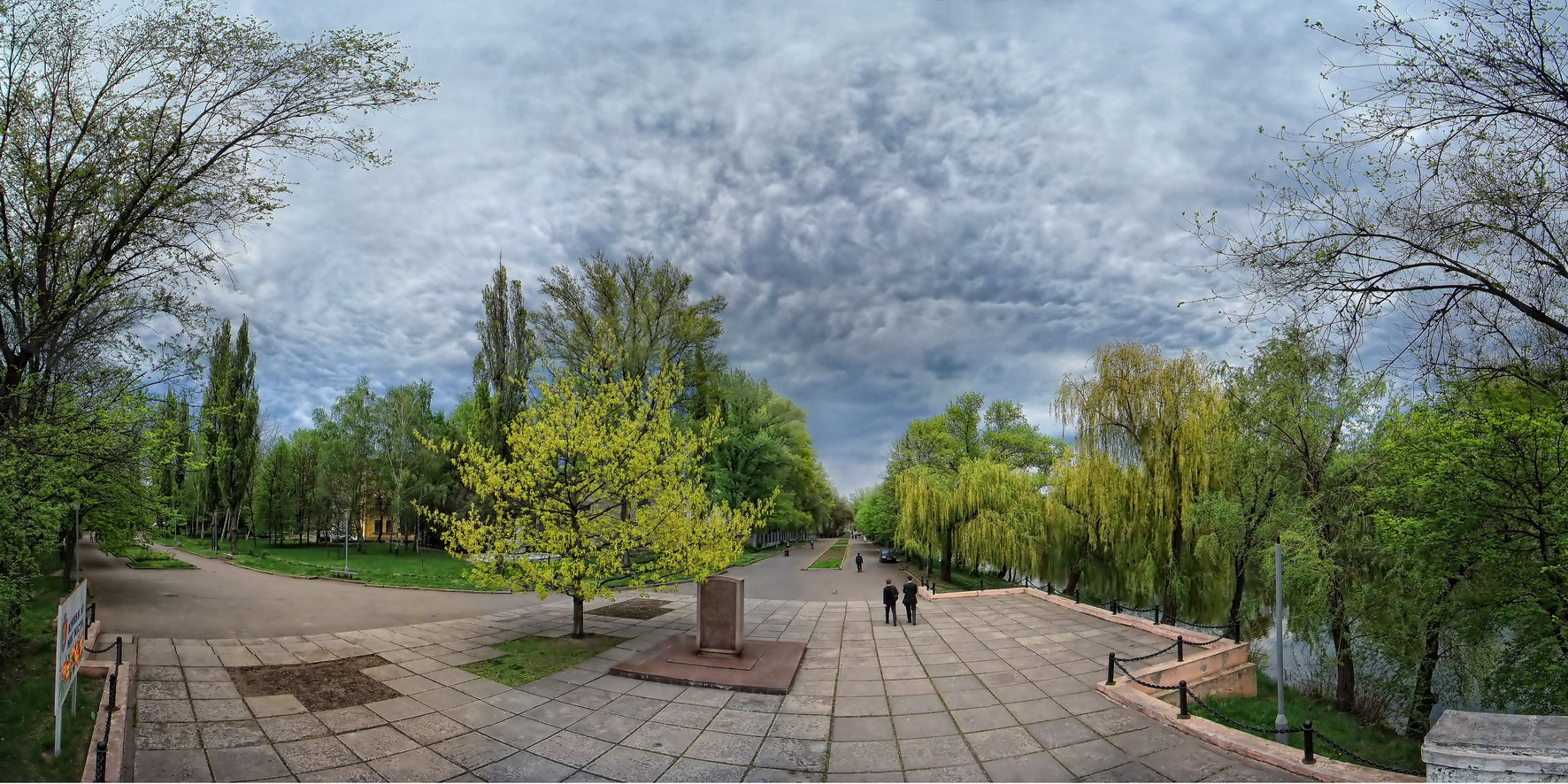
Місце заснування міста Кривого Рогу, на якому встановлено пам'ятний знак

Пам'ятний знак на честь 200-річчя Кривого Рогу.

## Передісторія
8 травня 1775 року згідно з наказом кошового отамана Запорізької Січі Петра Калнишевського було відкрито поштову станцію Кривий Ріг. З 1975 року сама ця подія на офіційному рівні вважається датою заснування міста. Пам'ятний знак на честь 200-річчя Кривого Рогу, встановлений 8 травня 1975 року у сквері по вул. Грабовського, неподалік місця злиття річок Інгулець та Саксагань, в Центрально-Міському районі Кривого Рогу. Архітектор І. М. Гаврилов. Гранітний прямокутний обеліск передає зміст листа кошового отамана про заснування поштової станції Кривий Ріг.

## Пам'ятний знак
Пам'ятний знак представляє собою обеліск (висота — 1,92 м, 0,96х0,5 м) прямокутної форми з закругленими верхніми гранями, виконаний з брили рожевого граніту розмірами заввишки 2,04 м, обкладений з 4-х боків плитами рожевого граніту на відстані 0,12 м від основи обеліску: дві бокові сторони розмір кожної — 1,87×0,5 м — з плит нешліфованого граніту, а дві фасадні сторони розмір кожної — 1,92×0,96 м — зі шліфованих плит. Фасадні сторони мають гравійовані та пофарбовані у золотистий колір написи. Перша фасадна (центральний вхід до пам'ятки, вул. Грабовського) має 8-рядковий напис великими літерами українською мовою: «Пам'ятний знак / встановлений / на ознаменування / 200-річчя / з дня заснування / міста Кривого Рога / на місці перших поселень / травень, 1975 рік». Друга фасадна вхід до пам'ятки з моста через річку Саксагань має два написи: перший напис 11-рядковий шрифтом курсив, взятий у лапки, великими та маленькими літерами: «Попочтеннъйшемь Вашего сиятелства писамиу для коммуныкацїи и къ Кинбурну почты отъ новоросійской губернии во владънияхъ Запороφского войска до шанца Александровского прямо ингулцом посьтавленны… …27 апреля 1775 году… первой станъ в курячой балки … в Крывомъ Рогъ в Саксаганы.» ; другий напис 5-рядковий великими літерами: «З ДОНЕСЕННЯ ОТАМАНА / КОША ЗАПОРІЗЬКОГО ГЕНЕРАЛ-ПОРУЧИКУ / ПРОЗОРОВСЬКОМУ 29.IV.1775г. / ЦДІА УРСР Ф.229 ОП.1.ОД. 361 / АРК 34 34 3В., 38».
Стереобат платформа під обеліском двохярусна: розміри нижнього у плані — 4,0×4,0 м, висота — 0,13 м; розміри верхнього — 2,0×2,0 м, висота — 0,03 м; обкладений плитами шліфованого рожевого граніту (розміри –0,80х0,40 м, висота — 0,03 м). Майданчик благоустрою викладений залізобетонними квадратними плитами, має прямокутну форму зі сторонами 22,0×23,0 м. Один кут відсутній площа 4,0×8,0 м. Майданчик благоустрою вздовж берегової лінії огороджений бетонним бордюром висота — 0,23 м, ширина — 0,40 м з металевими стовпчиками, пофарбованими у чорний колір.